# 9172 Abhramu
9172 Abhramu este o planetă minoră (asteroid) din Asteroid Amor. A fost descoperită pe 29 iulie 1989 la Observatorul Palomar de Carolyn S. Shoemaker. 
Obiectul prezintă o orbită caracterizată de o semiaxă mare de 2,706512 UAi, o excentricitate de 0,5538, o înclinație de 7,84485 ° în raport cu ecliptica.